# بورس اوراق بهادار تهران
بورس اوراق بهادار تهران که در سال ۱۴۰۲ به بورس تهران تغییر نام داده شده، بازاری متشکل و خودانتظام است که اوراق بهادار در آن توسط کارگزاران یا معامله‌گران طبق قانون مورد دادوستد قرار می‌گیرد. بورس اوراق بهادار در قالب شرکت سهامی عام تأسیس و اداره می‌شود. همچنین سهام بورس اوراق بهادار تهران در بورس تهران عرضه شده‌است.
فکر اصلی ایجاد بورس اوراق بهادار در ایران، به سال ۱۳۱۵ برمی‌گردد. در این سال، یک کارشناس هلندی و یک کارشناس بلژیکی به‌منظور بررسی و اقدام در مورد تهیه و تنظیم مقررات قانونی به ایران آمدند؛ اما مطالعات آن دو، با آغاز جنگ جهانی دوم متوقف شد. در سال ۱۳۳۳، مأموریت تشکیل بورس اوراق بهادار به اتاق بازرگانی و صنایع و معادن، بانک مرکزی و وزارت بازرگانی محول شد. این گروه، پس از ۱۲ سال تحقیق و بررسی، در سال ۱۳۴۵ قانون و مقررات تشکیل بورس اوراق بهادار تهران را تهیه کردند. لایحه تشکیل بورس اوراق بهادار تهران در اردیبهشت ۱۳۴۵ در مجلس شورای ملی تصویب شد. در پانزدهم بهمن ۱۳۴۶، بورس تهران، با ورود سهام بانک صنعت و معدن و نفت پارس آغاز به کار نمود.
از سال ۱۳۴۶ تا ۱۳۵۷، تعداد شرکت‌ها و موسسه‌های پذیرفته شده در بورس اوراق بهادار تهران از ۱۰ بنگاه اقتصادی با سرمایه ۶/۲ میلیارد ریال به ۱۴۲ شرکت با بیش از ۳۰۸ میلیارد ریال افزایش یافت.
در اوایل دوران پس از انقلاب سال ۱۳۵۷، نظام تازه ایران با هدف مبارزه با سرمایه‌داری تلاش‌هایی برای تعطیلی بورس تهران انجام داد که نافرجام ماند.
با پیروزی انقلاب اسلامی، تعداد شرکت‌های پذیرفته‌شده از ۱۰۵ شرکت، به ۵۶ شرکت در پایان سال ۱۳۶۷ تقلیل یافت. علت این امر، تملک بسیاری از بنگاه‌های اقتصادی توسط دولت بوده‌است. از سال ۱۳۶۸ و در چارچوب برنامه پنج ساله اول توسعه اقتصادی، اجتماعی و فرهنگی، تجدید فعالیت بورس به‌عنوان پیش‌زمینه اجرای خصوصی‌سازی آغاز گردید. نخستین رویداد تأثیرگذار بر بورس نیز تصویب لایحه قانون اداره بانک‌ها در تاریخ ۱۷ خرداد ۱۳۵۸ توسط شورای انقلاب بود.
در جریان جنگ اسرائیل و ایران، سازمان بورس و اوراق بهادار اعلام کرد که به دلیل تداوم شرایط، فعالیت بورس تهران، فرابورس ایران، بورس کالا و بورس انرژی متوقف شده است. این در حالی‌ است که بورس تل آویو باز بود و حتی با افزایش شاخص‌ها همراه شد.

## تاریخچه

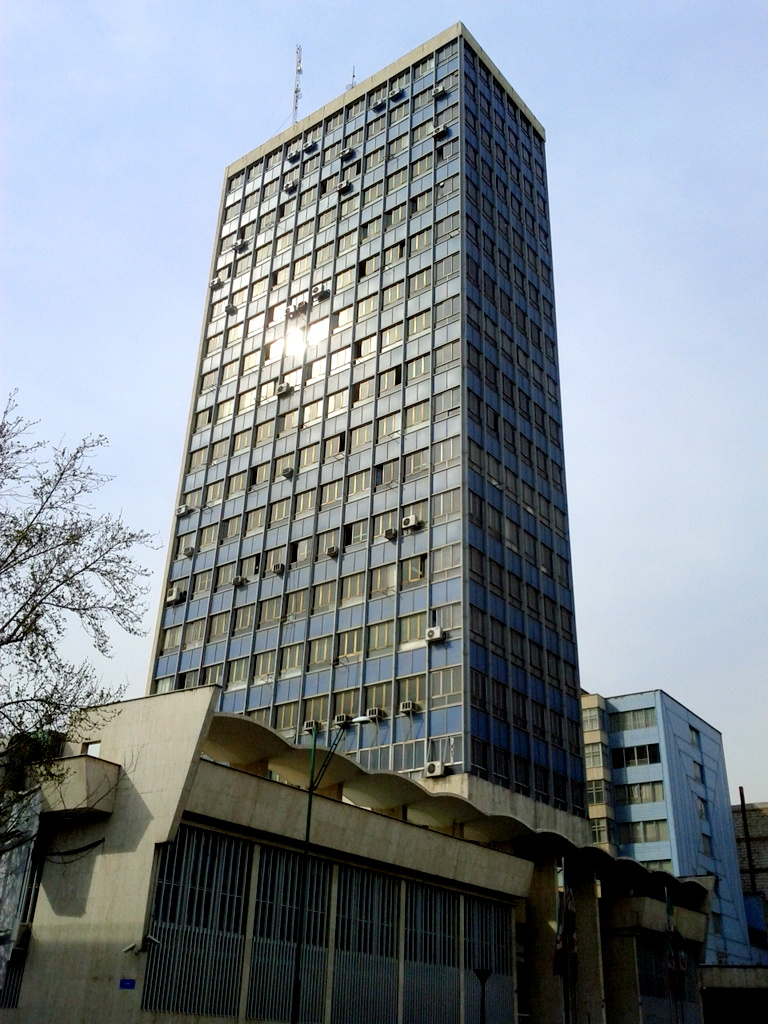
ساختمان پیشین بورس تهران در خیابان حافظ

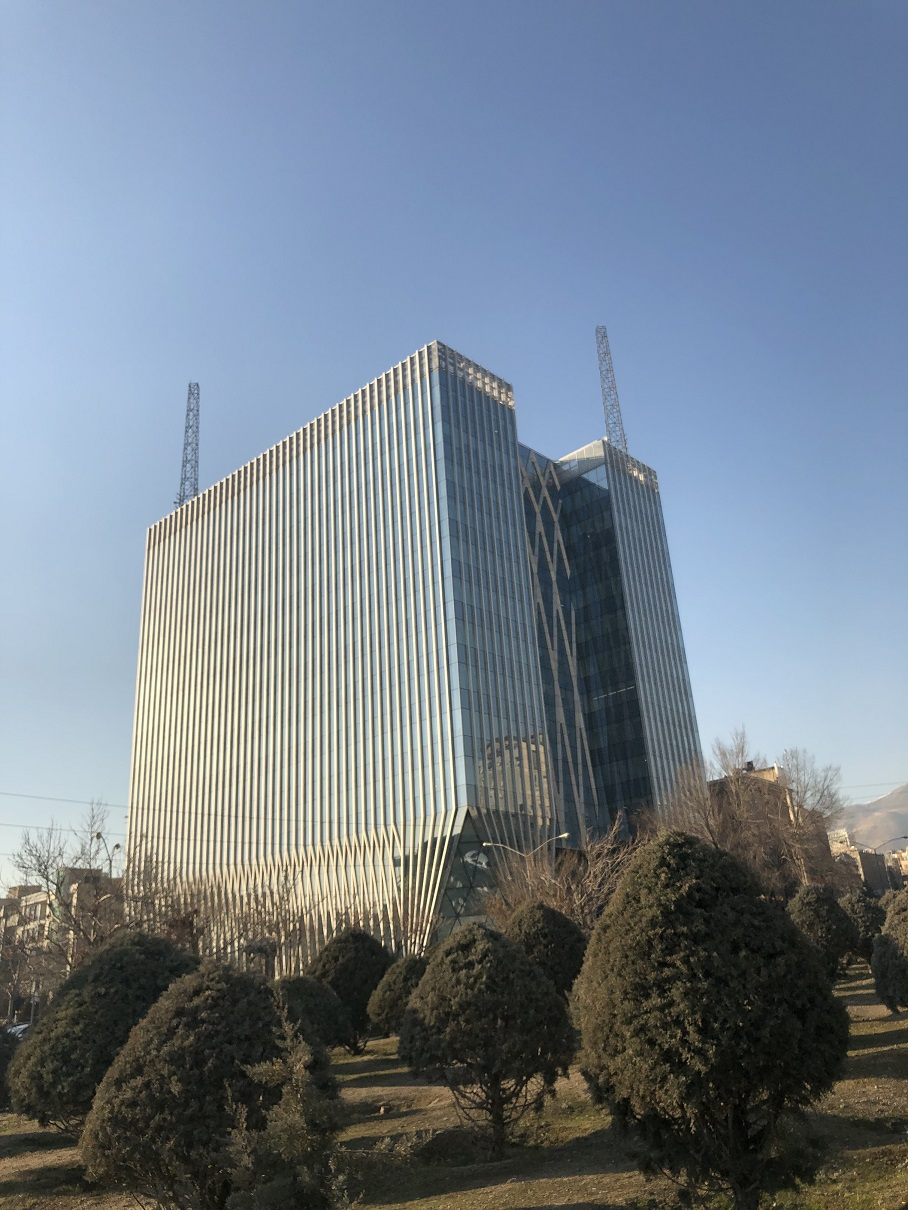
ساختمان تازه بورس تهران در سعادت آباد

لوگوی بورس تهران برگرفته از یک نشان برنجی مربوط به دوره هخامنشیان است که در استان لرستان کشف شده‌است. در این لوگو چهار انسان دست در دست یکدیگر (اتحاد و همکاری) در درون دایره‌ای قرار دارند که نشان گر دنیا است. دنیایی که بر اساس افسانه‌های قدیمی ایران بر روی شاخ دو گاو قرار دارد؛ که خود نشانه ثروت و بهره‌وری هستند. این نشان هم‌اکنون در موزه لوور پاریس نگهداری می‌شود.

ایدهٔ اولیهٔ ایجاد بورس اوراق بهادار در ایران به سال ۱۳۱۵ بازمی‌گردد که به درخواست دولت ایران، شخصی بلژیکی به نام «وان لوترفلد» دربارهٔ تشکیل بورس اوراق بهادار در ایران بررسی‌هایی انجام داد و طرح قانونی تأسیس و اساسنامهٔ آن را نیز تهیه کرد.
هر چند که در همان زمان بانک ملی ایران نیز به عنوان سازمان متولی امور پولی کشور، مطالعاتی در این زمینه انجام داد، اما به علت نامساعد بودن شرایط برای ایجاد بورس اوراق بهادار، و وقوع جنگ جهانی دوم تمام کارهای انجام شده متوقف شد.
به‌دنبال تحولات اقتصادی و اجتماعی دههٔ ۱۳۴۰ و با توجه به ارتباط گسترده سیاسی و اقتصادی ایران آن دوره با غرب، نحوهٔ تأسیس و ادارهٔ بورس، تشکیلات و سازمان آن، و کیفیت تصدی دولت، کم و بیش مشخص شد و در اردیبهشت ۱۳۴۵ لایحهٔ قانون بورس اوراق بهادار در مجلس شورای ملی به تصویب رسید. به دنبال آن، قانون تأسیس بورس اوراق بهادار از سوی وزارت اقتصاد به بانک مرکزی ابلاغ و از آن درخواست شد که نسبت به اجرای مفاد قانون مزبور اقدام کند، اما در عمل به دلیل آماده نبودن بخش صنعتی و بازرگانی، اجرای این قانون تا بهمن ۱۳۴۶ به تعویق افتاد.
بورس اوراق بهادار تهران در بهمن‌ماه سال ۱۳۴۶ بر پایه قانون مصوب اردیبهشت‌ماه ۱۳۴۵ تأسیس شد. دوران فعالیت بورس اوراق بهادار را می‌توان به چهار دوره تقسیم کرد: دوره نخست (۱۳۵۷–۱۳۴۶)، دوره دوم (۱۳۶۷–۱۳۵۸)، دوره سوم (۱۳۸۳–۱۳۶۸) و دوره چهارم (از ۱۳۸۴ تاکنون)

### دوره نخست (۱۳۵۷–۱۳۴۶)
بورس اوراق بهادار تهران از پانزدهم بهمن ۱۳۴۶، فعالیت خود را به‌طور رسمی با پذیرش سهام بانک توسعه صنعتی و معدنی ایران به عنوان بزرگ‌ترین مجتمع واحدهای تولیدی و اقتصادی آن زمان و سپس سهام شرکت نفت پارس، اوراق قرضه دولتی، اسناد خزانه و اوراق قرضه عباس‌آباد آغاز کرد. در آن زمان برقراری معافیت‌های مالیاتی برای شرکت‌ها و مؤسسات پذیرفته شده در بورس، عامل مهمی در جهت تشویق شرکت‌ها به عرضه سهام خود در بورس اوراق بهادار تهران بود. حجم معاملات در بورس اوراق بهادار تهران تا سال ۱۳۵۷ به دلیل تبعیت از افزایش آهنگ رشد محصول ناخالص داخلی و ارزش افزوده حاصل در بخش صنعت و همچنین به دلیل پذیرش و دادوستد اوراق قرضه، از ۸۳ میلیارد ریال به ۱۵۰ میلیارد ریال افزایش یافت. طی پانزده سال فعالیت آغازین بورس، در مجموع سهام ۱۰۵ شرکت در بورس پذیرفته شد.

### دوره دوم (۱۳۶۷–۱۳۵۸)
از نیمه دوم سال ۱۳۵۷ با بروز اعتصاب و تعطیلی واحدهای تولیدی و بازرگانی در جریان انقلاب اسلامی، بورس اوراق بهادار تهران به‌دلیل بی‌اعتمادی به دولت و وضع مالی شرکت‌ها، و فرار سرمایه با سقوط سهام و کاهش معاملات روبه‌رو شد و به حالت نیمه‌تعطیل درآمد. همچنین تصویب قانون حفاظت و توسعه صنایع ایران در تیر ۱۳۵۸ باعث دسته‌بندی صنایع در چهار گروه شد که به موجب آن سازمان صنایع ملی ایران برای اداره امور آن‌ها پدید آمد. بدین ترتیب بر اثر ملی شدن بانکها، بیمه و صنایع کشور تعداد زیادی از بنگاه‌های اقتصادی پذیرفته‌شده در بورس از آن خارج شدند؛ ضمن آن که دادوستد اوراق قرضه نیز به دلیل داشتن بهرهٔ مشخص، ربوی تشخیص داده شد؛ بنابراین به‌دلیل عوامل فوق و وقوع جنگ ایران و عراق، دادوستد سهام و اوراق قرضه در بورس اوراق بهادار تهران تا سال ۱۳۶۱ تقریباً متوقف شد. در سال ۱۳۶۲ تا حدودی تقاضا برای سهام وجود داشت، ولی به دلیل پایین‌بودن قیمت‌های پیشنهادی خریداران، عرضه‌کنندگان چندان زیاد نبودند. در سال ۱۳۶۳، به دنبال تصمیم دولت مبنی بر واگذاری تعدادی از کارخانه‌های دولتی، به کارگران و سایر افراد بخش خصوصی، مبادلات سهام، اندکی افزایش یافت و تا سال ۱۳۶۷ افزایش حجم معاملات با نرخ کاهشی ادامه یافت. پذیرش قطعنامه ۵۹۸ سازمان ملل متحد از جانب ایران در تابستان ۱۳۶۷ و همچنین تصویب قانون جدید مالیات‌های مستقیم و قانون مالیات تعاون ملی برای بازسازی در اواخر سال ۱۳۶۷ و مهم‌تر از هر چیز تصویب قانون برنامه پنج ساله اول توسعه اقتصادی، اجتماعی و فرهنگی جمهوری اسلامی ایران در همین سال، باعث رونق بورس اوراق بهادار تهران و رشد حجم معاملات شد.

### دوره سوم (۱۳۸۳–۱۳۶۸)
بررسی روند فعالیت بورس در دوره ۱۳۶۸ تا ۱۳۷۵ نشان می‌دهد که روند یکنواختی بر فعالیت بورس حاکم نبوده‌است.
بورس اوراق بهادار تهران از سال ۱۳۷۶، دورهٔ تازه‌ای از فعالیت خود را تجربه کرده‌است و زمینه‌های تحولات بعدی بازار سرمایه با اعمال برنامه‌های اصلاحی از این سال پایه‌ریزی شده‌است. ایجاد فضای رقابتی سالم، افزایش علاقه‌مندی و اعتبار فعالیت‌ها و به‌کارگیری شیوه‌های مؤثر تنظیم و نظارت از سال ۱۳۷۷ به‌طور نسبی ایجاد شد و بورس نشانه‌های مثبتی مبنی بر بازگشت رونق را تجربه کرد.

### دوره چهارم (از سال ۱۳۸۴ تاکنون)
از آذرماه سال ۱۳۸۴، سیاست‌ها و تلاش دولت و سازمان بورس باعث کند شدن سرعت روند کاهشی معیارهای فعالیت بورس شد. درحالی‌که شاخص کل در پایان سال ۱۳۸۴ به ۹٫۴۵۹ واحد رسیده بود، طی سال ۱۳۸۵ از مرز ۱۰٫۰۰۰ واحد عبور کرد و در نهایت در پایان سال مذکور ۹٫۸۲۱ واحد را تجربه کرد. همچنین کاهش چشمگیر معاملات سهام در سال ۱۳۸۴، با توجه به اقدامات مؤثر یادشده در سال ۱۳۸۵ به تعادل نسبی رسید.
تعداد شرکت‌های پذیرفته شده در بورس اوراق بهادار از ۴۲۲ شرکت در پایان سال ۱۳۸۳ به ۴۳۵ شرکت در پایان سال ۱۳۸۵ افزایش یافت.
از جمله رویدادهای اساسی این دوره عبارتند از:
- تصویب قانون بازار اوراق بهادار جمهوری اسلامی ایران (۱/۹/۱۳۸۴)
- تشکیل شورای عالی بورس و اوراق بهادار
- تشکیل سازمان بورس و اوراق بهادار
- تشکیل بورس اوراق بهادار تهران (شرکت سهامی عام)
- تشکیل شرکت سپرده‌گذاری مرکزی اوراق بهادار و تسویه وجوه[۳]

از سال ۱۳۸۹ سامانه معاملات برخط (آنلاین) با هدف توسعه بازار سرمایه، سهولت و عدالت در معاملات راه‌اندازی شد و رفته‌رفته منجر به افزایش حجم معاملات و فعالان این بازار گردید.

## رکوردهای بازار بورس تهران

### یکشنبه سیاه
بی‌سابقه‌ترین سقوط شاخص بورس در تاریخ ۴۷ ساله این بازار تا قبل از ۱۳۹۳/۱۲/۲۳ که با افت شدید ۲۳۸۸ واحدی دماسنج بازار سرمایه در روز یکشنبه ۱۳۹۲/۱۰/۲۲ به ثبت رسید موجب بازگشت بازار به محدوده ۸۵ هزار واحدی شد که به «یکشنبه سیاه» معروف گشت.
گمانه‌های مختلفی در خصوص علل واکنش منفی بازار سرمایه وجود داشت. دلایلی همچون تصمیم دولت در خصوص مهار نقدینگی، افزایش نرخ سود بانکی، افزایش نرخ خوراک واحدهای پتروشیمی و دستور رئیس‌جمهور در خصوص مبارزه با مفاسد اقتصادی مهم‌ترین این حدسیات بود.
سایت بورس نیوز در ۴ بهمن ماه ۹۳ در مطلبی با عنوان سرمایه سوزی به جای سرمایه‌گذاری نوشت: استنباط می‌شود که دولتی‌ها تمایل به سرمایه سوزی در بازار سرمایه در جهت مهار نقدینگی جامعه داشتند، ولی اکنون عملاً کنترل آن از دستشان خارج شده‌است و همه چیز خواسته یا ناخواسته به مذاکرات اسفند ماه گره خورده‌است؛
پس از یکشنبه سیاه، شاخص کل بورس تهران سیر نزولی گرفت و سرانجام به ۷۰ هزار واحد سقوط کرد. در حالی که شاخص کل افت حدود ۱۰ درصدی را تجربه کرد، سهامداران در بسیاری از نمادها تا ۵۰ درصد سقوط را تجربه کردند. پس از سقوط ناگهانی، شاخص بورس تهران روند آرام و نزولی خود را تا اوائل زمستان ۱۳۹۴ ادامه داده بود. به‌طوری‌که تا آن زمان شاخص بورس در ۶۲ هزار واحد به سر می‌برد.

### دوشنبه سیاه ۱۳۹۹
در روز ۲۰ مرداد ۱۳۹۹ شاخص بورس درحالی که به تازگی عدد ۲ میلیون واحد را رد کرده بود شروع به ریزش کرد تا تاریخ ۸ مهر ۱۳۹۹ حدوداً ۲۵ درصد از ارزش خود را از دست داد. البته برخی از شرکت‌ها افت تا ۷۰ درصد را تجربه کردند. در روز دوشنبه ۲۸ مهر ۹۹ شاخص بورس باقدرت بسیار حمایت ۱۵۰۰۰۰۰ را از دست داد.

### رکورد بیشترین نزول شاخص
رکورد نزول شاخص در روز شنبه ۱۳۹۳/۱۲/۲۳ با افت شدید ۳۵۹۰ واحدی با بازگشایی چند نماد پالایشی شکسته شد که بیشترین اثر کاهشی مربوط به نماد شپنا یعنی شرکت پالایش نفت اصفهان با ۱۴۴۷ واحد کاهش بوده و پس از آن نماد شبندر یعنی شرکت پالایش نفت بندرعباس که ۱۳۵۳ واحد در کاهش شاخص اثرگذار بود.
همچنین در روز سه شنبه ۱۳۹۹/۲/۲۳ شاخص کل بورس با کاهش ۲۶۳۱۸ واحدی (معادل ۲٫۵۱٪) سقوط کرد و به شاخص ۱٬۰۲۱٬۴۴۴ بازگشت. یکی از دلایل این اتفاق منفی شدن سهم‌های بزرگ بانکی و پتروشیمی در بازار بود که به دنبال آن اکثر سهم‌های بازار در این روز با افت ۵- درصدی و صف‌های فروش سنگین روبرو شدند. برخی از کارشناسان معتقدند دلیل این اتفاق نابلدی و عدم آشنایی سهامداران تازه‌وارد به بازار بورس و عدم توانایی کنترل هیجان و همچنین انتظارات رشدهای پی در پی بوده‌است. البته امسال یعنی سال ۱۳۹۹ رکورد نزول و ریزش شاخص نیز شکسته شد.

### رکورد بیشترین افزایش شاخص
رکورد افزایش شاخص در روز یکشنبه ۱۳۹۴/۰۱/۱۶ با صعود شدید ۲۴۳۵ واحدی شاخص بازار سرمایه با اعلام توافق اولیه برجام برنامه جامع اقدام مشترک بین ایران و ۱+۵ دارندگان حق وتو در شورای امنیت سازمان ملل به علاوه آلمان رقم خورد.
در روز شنبه ۱۳۹۹/۰۲/۲۰ شاخص کل بورس با افزایش ۴۲۲۹۴ واحدی (معادل ۴٫۳۲٪) توانست از شاخص ۱٫۰۰۰٫۰۰۰ واحدی عبور کند و رکورد تاریخی جدیدی را در بازار سرمایه ایران به ثبت برساند. کارشناسان دلیل رونق بازار سرمایه و استقبال مردم از این بازار را در سال ۹۹، عرضه سهام شرکت‌های دولتی توسط دولت، آزادسازی سهام عدالت و عدم جذابیت بازارهای موازی همچون ارز، طلا، مسکن و … می‌دانند.

### رکورد بیشترین حجم تقاضا
نماد شرکت خودروسازی سایپا (با نام خساپا) بعد از حدود دو ماه توقف در روز دوشنبه ۲۲ اردیبهشت ۹۹ با صف خرید تاریخی ۱۳ میلیاردی بازگشایی شد. دلیل استقبال سهامداران که عمدتاً هم سهامداران تازه‌وارد بودند افزایش نرخ قیمت خودرو و عقب افتادگی خساپا در این دو ماه از بازار بوده‌است. به نحوی که در روزهای یکشنبه، دوشنبه و سه شنبه هفته آخر اردیبهشت ۹۹ عده زیادی از سهامداران، سهم‌های خود را به فروش گذاشتند تا برای خرید این نماد در صف میلیاردی بنشینند. بازگشایی نمادهای خساپا و خودرو رفتار هیجانی سهامداران تازه‌وارد و سیو سود توسط سهامداران قدیمی توانست کل بازار بورس را در سه روز به وضعیت قرمز رنگ در بیاورد. صف خرید ۱۳ میلیاردی نماد شرکت سایپا در تاریخ بورس تهران بی نظیر بوده.

### خروج سرمایه در زمان خیزش (اعتراضات) ۱۴۰۱
طی شش‌ماهه نخست سال ۱۴۰۱ خروج سرمایه از بورس تهران ۲۵ هزار میلیارد تومان با میانگین روزانه ۱۴۰ میلیارد تومان بود که پس از خیزش با رشد ۲٫۵ برابری همراه شده‌است. در دهه اول آبان ۱۴۰۱، بیش از سه هزار و ۶۵۰ میلیارد تومان پول با میانگین روزانه ۳۶۵ میلیارد تومان، از سوی اشخاص حقیقی، از بورس خارج و صف‌های فروش در بازار سنگین شد.

### بهار ۱۴۰۲
از پاییز ۱۴۰۱ دوباره روند جهشی در رشد شاخص‌های بازار بورس ایران آغاز شد و شاخص کل از ۱٫۲۷ میلیون واحد در آبان ۱۴۰۱ به ۲٫۵ میلیون واحد در روز شنبه ۱۶ اردیبهشت ۱۴۰۲ اوج گرفت. یکشنبه ۱۷ اردیبهشت شاخص کل با کاهشی ۹۵ هزار واحدی، معادل ۳٫۷۵ درصد، به ۲٫۴۴ میلیون واحد سقوط کرد. در مجموع بازار بورس با خروج بیش از «چهار هزار میلیارد تومان» پول حقیقی مواجه شد.
ریزش بورس تهران در دوشنبه ۱۸ اردیبهشت ادامه پیدا کرد و شاخص کل شاهد افت تاریخی ۱۲۵ هزار واحدی شد و عدد شاخص به ۲ میلیون ۳۱۴ هزار واحد رسید. در پایان معاملات این روز سهامداران حقیقی بیش از ۴ هزار میلیارد تومان نقدینگی از بازار سرمایه خارج کردند و شاخص کل بورس نسبت به روز قبل شاهد افت حدود پنج درصدی بود. در این روز اکثر نمادها در این بازار منفی بودند و بسیاری از سهام‌ها در صف فروش قرار گرفتند؛ در معاملات دوشنبه، ۵۰ نماد صف خرید داشتند و ۵۸۷ نماد با صف فروش مواجه بودند. ۳۰ نماد در محدوده مثبت و ۳۷۷ نماد در محدوده منفی معامله شدند. این روز در رسانه‌ها به «دوشنبه سیاه بورس» معروف شد.
بورس تهران روز شنبه ۲۳ اردیبهشت دوباره با ریزش سنگین شاخص کل و خروج سرمایه مواجه شد. شاخص کل بورس تهران طی روز جاری نزدیک ۶۴ هزار واحد، معادل ۲٫۸ درصد سقوط کرد و به دو میلیون و ۲۱۴ هزار واحد رسید. در مجموع، شاخص کل بورس تهران طی یک هفته منتهی به ۲۳ اردیبهشت، ۱۵ درصد سقوط کرد.
در هفته منتهی به ۲۸ خرداد بورس با افت شاخص کل ۳۲ هزار واحدی مواجه شد و نزدیک سه هزار میلیارد تومان پول حقیقی از بورس خارج شد. ۲۸ خرداد دوباره شاخص کل بورس تهران نزدیک ۲۰ هزار واحد دیگر سقوط کرد و این شاخص به دو میلیون و ۱۶۲ هزار واحد رسید. از ۱۸ اردیبهشت تا ۲۸ خرداد ۱۴۰۲ شاخص بورس تهران حدود ۳۵۰ هزار واحد سقوط کرد.

## زمانِ انجام معامله
معاملات سهام در بورس تهران از شنبه تا چهارشنبه هر هفته به جز روزهای تعطیل عمومی، از ساعت ۹ تا ۱۲:۳۰(ساعت ۸:۴۵ الی ۹ زمان پیش گشایش بازار است، در این زمان هر کس سفارش‌ها خرید یا فروش خود را ثبت می‌کند و راس ساعت ۹ معاملات انجام می‌شود) و در یک نشست معاملاتی و از طریق تالارهای معاملات انجام می‌شود. معاملات سهام فقط از طریق سامانه معاملات بورس که یک سیستم کاملاً مکانیزه است، قابل انجام است و دارندگان سهام نمی‌توانند خارج از سامانه معاملاتی اقدام به خرید و فروش اوراق بهادار کنند و معاملات باید به لزوم از طریق کارگزاران و طی نشست معاملاتی انجام شود. در حال حاضر علاوه بر تالار سعادت آباد که تالار اصلی معاملات است، تالارهای دیگری توسط بورس یا شرکت‌های کارگزاری در شهرهای دیگر دایر شده‌اند که سهامداران می‌توانند با مراجعه به آنان از تسهیلات مستقر در این تالارها از جمله سیستم‌های نمایشگر قیمت و سفارش‌ها، بروشورهای اطلاع‌رسانی و دوره‌های آموزشی پیش‌بینی شده استفاده کنند. یادآوری می‌شود که خرید و فروش اوراق بهادار مستلزم حضور سهامداران در تالارها نیست و سهامداران می‌توانند با دریافت مجوز معاملات آنلاین (برخط) از شرکت‌های کارگزاری، بدون دخالت مستقیم کارگزار و از طریق اینترنت برای خرید و فروش اوراق بهادار اقدام کنند.
- سهام، حق تقدم سهام و اختیار معامله سهام

عمده معاملات بازار، مربوط به خرید و فروش سهام، حق تقدم سهام و اختیار معامله سهام است. معاملات این اوراق در روزهای شنبه تا چهارشنبه از ساعت ۹ تا ۱۲:۳۰ انجام می‌شود. مرحله پیش گشایش آن‌ها نیز به مدت ۱۵ دقیقه و از ساعت ۸:۴۵ تا ۹ انجام می‌شود.
- گواهی سپرده کالایی سکه طلا و شمش طلا و صندوق‌های مبتنی بر طلا

گواهی سپرده کالایی، اوراق بهاداری است که نشان‌دهنده مالکیت دارنده آن بر مقدار معینی کالاست که شرکت سپرده‌گذاری مرکزی به پشتوانه قبض انبار صادر شده توسط انبارهای مورد تایید بورس کالا، اقدام به صدور آن می‌کند. سکه طلا و برخی محصولات کشاورزی، از جمله مواردی هستند که برای آن‌ها گواهی سپرده تعریف شده است.
روزهای معاملاتی گواهی سپرده شمش طلا شنبه تا پنجشنبه است. روز‌های شنبه تا چهارشنبه پیش گشایش از ساعت ۱۱:۳۰ تا ۱۲:۰۰، حراج تک قیمتی(پیش گشایش) راس ساعت ۱۲:۰۰ و حراج پیوسته آن از ساعت ۱۲:۰۰ تا ۱۷:۰۰ انجام می‌شود. همچنین، ساعت معاملات در روزهای پنجشنبه از ساعت ۱۲:۰۰ الی ۱۵:۰۰ است.
صندوق‌های سرمایه‌گذاری مبتنی بر طلا نیز یکی از انواع صندوق‌های سرمایه‌گذاری است که هدف آن کسب سود از محل سرمایه‌گذاری در گواهی سپرده سکه طلاست.
معاملات گواهی سپرده سکه طلا که به آن سکه تحویل ۱ روزه نیز گفته می‌شود، روزهای شنبه تا چهارشنبه از ساعت ۱۲ تا ۱۵ انجام می‌شود. مرحله پیش گشایش آن نیز به مدت ۳۰ دقیقه و از ساعت ۱۱:۳۰ تا ۱۲ انجام می‌شود. زمان پیش گشایش و معامله صندوق‌های مبتنی بر سکه طلا نیز به همین صورت است.
- گواهی سپرده کالایی محصولات کشاورزی و صندوق‌های زعفران

زیره، زعفران، برنج و پسته از جمله محصولات کشاورزی هستند که گواهی سپرده آن‌ها در بازار معامله می‌شود. معاملات این اوراق روزهای شنبه تا چهارشنبه از ساعت ۹ تا ۱۵ انجام می‌شود. مرحله پیش گشایش آن نیز به مدت ۱۵ دقیقه و از ساعت ۸:۴۵ تا ۹ انجام می‌شود. زمان پیش گشایش و معامله صندوق‌های مبتنی بر زعفران نیز به همین صورت است.
- گواهی سپرده کالایی سیمان

گواهی سپرده کالایی سیمان یکی دیگر از انواع گواهی سپرده در بازار است که البته با سایر گواهی سپرده‌ها تفاوت‌هایی نیز دارد. گواهی سپرده سیمان قابلیت فروش ندارد و خریداران آن باید در مهلت مقرر به انبارهای بورس کالا مراجعه کرده و آن را دریافت کنند. علاوه بر این، معاملات گواهی سپرده سیمان به صورت ناپیوسته و به محض پایان پیش‌گشایش انجام می‌شود.
معاملات گواهی سپرده کالایی سیمان در حال حاضر فقط در روزهای دوشنبه و سه شنبه انجام می‌شود. پیش گشایش این اوراق از ۱۲:۴۵ تا ۱۴ انجام می‌شود. به محض اتمام پیش‌گشایش و راس ساعت ۱۴ نیز معاملات آن انجام شده و جلسه معاملاتی به پایان می‌رسد.
- گواهی‌های سپرده کالایی شیشه و میلگرد

از دیگر گواهی‌های سپرده کالایی قابل معامله در بازار سرمایه می توان به گواهی سپرده کالایی شیشه و گواهی سپرده کالایی میلگرد اشاره کرد. این اوراق بهادار، معاملات ثانویه ندارند و پس از خریداری، صرفا باید در مهلت مقرر برای دریافت کالا از انبار اقدام کنید. معاملات گواهی سپرده کالایی شیشه و میلگرد، در روز‌های دوشنبه و به صورت ناپیوسته انجام می‌شود. نحوه پیش‌گشایش این اوراق از ساعت ۱۲:۴۵ الی ۱۴:۰۰ بوده و متقاضیان می‌توانند سفارش‌های خود را در این بازه ثبت کنند. سپس راس ساعت ۱۴:۰۰ به صورت حراج تک‌قیمتی، نتیجه معاملات مشخص خواهد شد.
- صندوق‌های سرمایه‌گذاری قابل معامله سهامی و مختلط (ETF)

صندوق‌های سرمایه‌گذاری از نظر چگونگی سرمایه‌گذاری در آن‌ها به دو نوع قابل معامله (ETF) و مبتنی بر صدور و ابطال تقسیم می‌شوند. صندوق‌های ETF هم در بورس و هم درفرابورس معامله می‌شوند. ساعت معاملات صندوق‌های ETF سهامی و مختلط بورسی و فرابورسی نیز روزهای شنبه تا چهارشنبه و از ساعت ۰۹:۰۰ الی ۱۲:۳۰ است. مرحله پیش گشایش صندوق‌های ETF سهامی و مختلط بورسی و فرابورسی نیز به مدت ۱۵ دقیقه و از ساعت ۸:۴۵ تا ۹ انجام می‌شود.
- اوراق با درآمد ثابت و صندوق‌های با درآمد ثابت (ETF)

اوراق با درآمد ثابت، از جمله اوراق بهادار کم‌ریسک قابل معامله در بازار هستند. اوراق خزانه دولتی (اخزا) و اوراق مشارکت، نمونه‌هایی از این نوع اوراق هستند.
معاملات اوراق با درآمد ثابت و صندوق‌های با درآمد ثابت قابل معامله(ETF) فرابورس روزهای شنبه تا چهارشنبه از ساعت ۸:۳۰ تا ۱۵ انجام می‌شود. مرحله پیش گشایش آن‌ها نیز به مدت ۵ دقیقه و از ساعت ۸:۲۵ تا ۸:۳۰ انجام می‌شود.
اوراق با درآمد ثابت و صندوق‌های با درآمد ثابت قابل معامله(ETF) بورس نیز ساعت و روز مشابهی برای ساعت معاملات دارند، اما ساعت پیش‌گشایش آن‌ها از ساعت ۸:۴۵ تا ۹:۰۰ خواهد بود.
- اوراق تسهیلات مسکن

اوراق تسهیلات مسکن (مانند تسه و تملی) نیز اوراقی هستند که متقاضیان دریافت وام مسکن از بانک‌های مسکن و ملی باید پس از طی کردن مراحل اداری مورد نیاز در بانک، خریداری نمایند.
اوراق تسهیلات مسکن روزهای شنبه تا چهارشنبه از ساعت ۹ تا ۱۵ انجام می‌شود. مرحله پیش گشایش آن‌ها نیز به مدت ۱۵ دقیقه و از ساعت ۸:۴۵ تا ۹:۰۰ انجام می‌شود.
- قراردادهای آتی کالا و اختیار معامله کالا

معامله قراردادهای آتی کالا و اختیار معامله کالا تنها با داشتن کد معاملاتی مخصوص بورس کالا امکان‌پذیر است. معاملات این اوراق روزهای شنبه تا پنجشنبه از ساعت ۱۰:۳۰ تا ۱۵ انجام می‌شود. مرحله پیش گشایش آن‌ها نیز به مدت ۳۰ دقیقه و از ساعت ۱۰ تا ۱۰:۳۰ انجام می‌شود.

## نرخ کارمزد معاملات[۳۴]
| فروش                     | فروش    | خرید                     | خرید    |                         |      |
| سقف کارمزد (میلیون ریال) | نرخ     | سقف کارمزد (میلیون ریال) | نرخ     | موضوع                   | ردیف |
| ۳۰۰                      | ۰٫۰۰۳۸  | ۳۰۰                      | ۰٫۰۰۳۸  | کارمزد کارگزاران        | ۱    |
| ۳۰۰                      | ۰٫۰۰۰۳۲ | ۳۰۰                      | ۰٫۰۰۰۳۲ | کارمزد شرکت بورس        | ۲    |
| ۱۰۰                      | ۰٫۰۰۰۳  | ۱۰۰                      | ۰٫۰۰۰۳  | حق نظارت سازمان         | ۳    |
| ۲۴۰                      | ۰٫۰۰۰۱۸ | ۱۶۰                      | ۰٫۰۰۰۱۲ | کارمزد شرکت سپرده گذاری | ۴    |
| ۱۲۰                      | ۰٫۰۰۰۱۵ | ۸۰                       | ۰٫۰۰۰۱  | فناوری                  | ۵    |
| ۰                        | ۰٫۰۰۵   | ۰                        | ۰       | مالیات                  | ۶    |
|                          | ۰٫۰۰۹۷۵ |                          | ۰٫۰۰۴۶۴ | جمع                     |      |